# Plesiochrysa tetrasticta
Plesiochrysa tetrasticta is een insect uit de familie van de gaasvliegen (Chrysopidae), die tot de orde netvleugeligen (Neuroptera) behoort. 
Plesiochrysa tetrasticta is voor het eerst wetenschappelijk beschreven door Navás in 1914.